# (20429) 1998 YN1
(20429) 1998 YN1 est un astéroïde Apollon découvert en 1998.

## Description
(20429) 1998 YN1 a été découvert le 16 décembre 1998 à l'observatoire Magdalena Ridge, situé dans le comté de Socorro, au Nouveau-Mexique (États-Unis), par le projet Lincoln Near-Earth Asteroid Research (LINEAR).

### Caractéristiques orbitales
L'orbite de cet astéroïde est caractérisée par un demi-grand axe de 1,56 UA, un périhélie de 0,83 UA, une excentricité de 0,46 et une inclinaison de 6,30° par rapport à l'écliptique. Du fait de ces caractéristiques, à savoir un demi-grand axe supérieur à 1 UA et un périhélie inférieur à 1,017 UA, il est classé comme astéroïde Apollon.

### Caractéristiques physiques
(20429) 1998 YN1 a une magnitude absolue (H) de 17,6 et un albédo estimé à 0,095.